# Pitch Lake

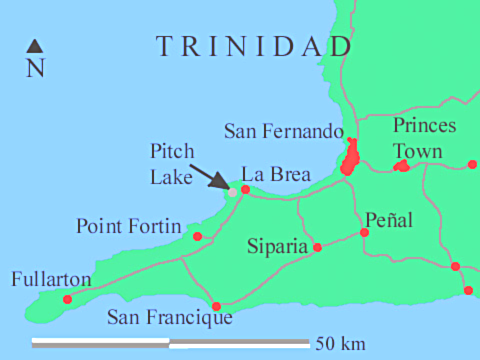
Kaart met locatie Pitch Lake

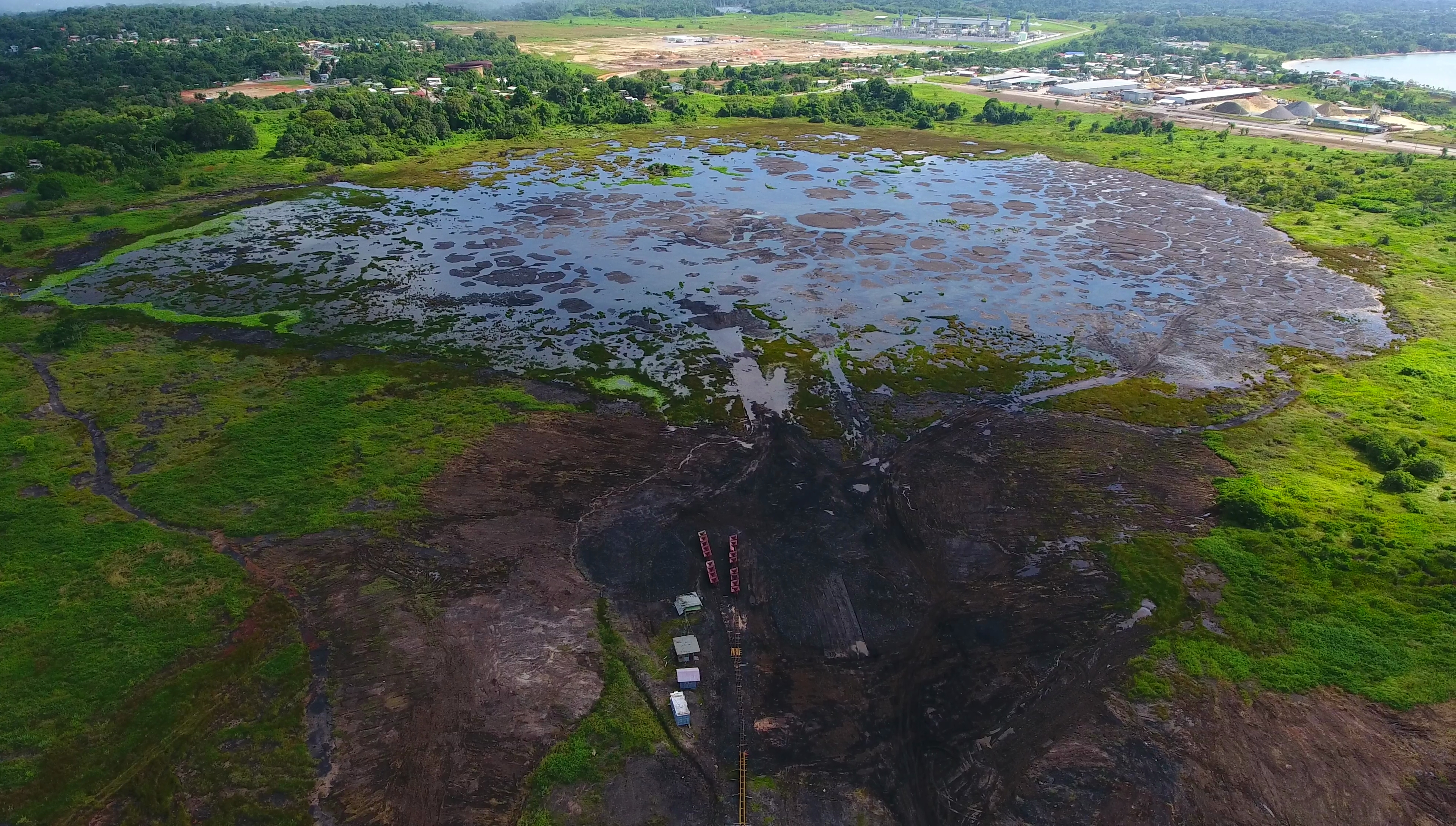
Pitch Lake in 2016

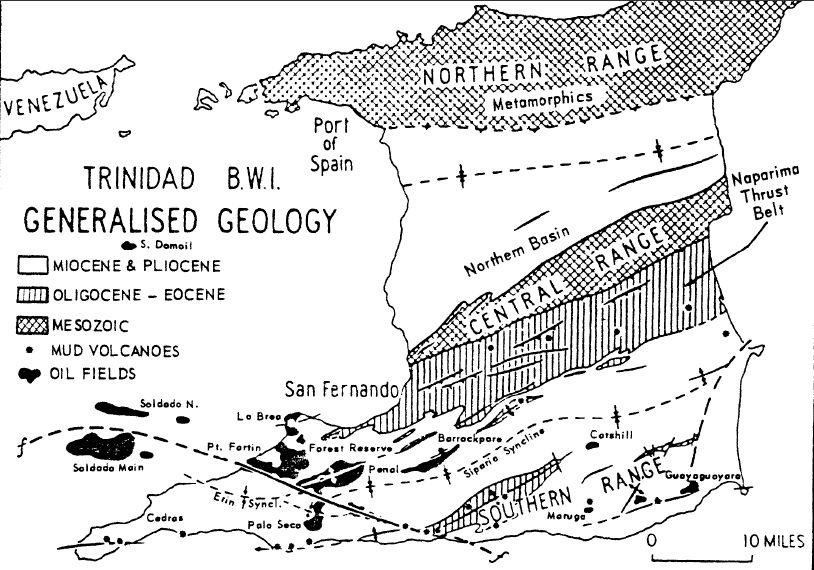
Geologische kaart van Trinidad

Pitch Lake of Pekmeer is een gebied in het zuidwesten van het eiland Trinidad waar vanuit de ondergrond pek naar de oppervlakte sijpelt. Het meer heeft een oppervlakte van 40 hectare en bevat zo’n 10 miljoen ton pek. Het staatsbedrijf Lake Asphalt of Trinidad and Tobago wint pek uit het meer. Het is een toeristische attractie.
Het meer ligt boven een breuk en olie uit de diepe ondergrond wordt naar boven geperst. Aan de oppervlakte verdampen de lichte bestanddelen onder de tropische zon en de zware bestanddelen blijven in het meer achter.
De Britse ontdekkingsreiziger Sir Walter Raleigh maakte in 1595 melding van het meer. Het pek was goed te gebruiken om de schepen te breeuwen of waterdicht te maken.
Sinds het begin van de 19e eeuw wordt het meer bedrijfsmatig geëxploiteerd. In 1978 nam de overheid de activiteiten en het bedrijf over. Het Lake Asphalt of Trinidad and Tobago Limited telt zo’n 200 medewerkers en produceert ongeveer 180 ton pek per dag. De reserves zijn voldoende groot om dit productietempo nog 400 jaar te continueren.
Het pekmeer ligt bij de plaats La Brea. La brea is het Spaanse woord voor teer. Er zijn meer teermeren in de wereld waarvan de La Brea-teerputten in Los Angeles de bekendste zijn.